# Barbara Ming
Barbara Ming (geborene Neuss; * 18. Mai 1946 in Düsseldorf) ist eine deutsche Schriftstellerin.

## Leben
Ming schreibt Lyrik und Erzählminiaturen wie auch Satiren und arbeitet als freie Journalistin und Autorin. Sie lebt in Ratingen zusammen mit dem Schriftsteller Ulrich Scharfenorth.
Ihre erste Veröffentlichung hatte sie im Alter von 17 Jahren in der evangelischen Kirchenzeitung „Der Weg“. In den 68ern las sie bei den Aktionspoeten und bestritt u. a. die Lesung 1 der legendären „Sassafras-Lesungen“ in Düsseldorf. Zu dieser Zeit publizierte sie unter dem Namen Barbara Mandok.
1974 wurde sie von der Stadt Düsseldorf mit dem Förderpreis für Literatur der Landeshauptstadt ausgezeichnet. 1991 erhielt sie den Hafiz-Preis des Persischen Literatur-Clubs und 2000 den Lyrikpreis des Freundeskreises Düsseldorfer Buch (FDB). Im Jahr 2003 wurde ihr der Frauenkulturpreis der Stadt Ratingen verliehen. Im selben Jahr wurde sie in das Frauenkulturarchiv der Heinrich-Heine-Universität Düsseldorf aufgenommen. 2010 folgte der Preis der Deutschen Aphorismus-Gesellschaft, Hattingen (Ruhr).
Seit 1975 ist sie Mitglied im Verband deutscher Schriftsteller. Von 1999 bis zur Auflösung 2022 leitete sie die Autorengruppe ERA e.V., eine Schriftstellervereinigung von Autoren aus dem Raum Köln/Düsseldorf/Essen, der sie als Mitglied 1988 beitrat. Für die ERA e.V. gab sie alle zwei Jahre eine Anthologie heraus, zuletzt im September 2020 „Für+Wider-Worte“.
Zahlreiche Veröffentlichungen, u. a. in den Horen, Jederart und Neues Rheinland, Düsseldorfer Hefte, fiftyfifty, Deutsches Ärzteblatt und in Anthologien, u. a. „im Gegenlicht“ – Langenberger Texte 4, Athena-Verlag Oberhausen (2003), „Pink – 10“ – Anthologie der Gruppe „Lesen im Atelier“, Engelsdorfer Verlag (2008), Stille Welt Coppenrath Verlag (2008) und in der Edition Landpresse „An Deutschland gedacht“ – Lyrik zur Lage des Landes (2009) sowie „Liebe und andere Ungereimtheiten“ – Gedichte, edition exemplum im Athena-Verlag Oberhausen (2013), Ehrenworte Band 12, herausgegeben von Michael Serrer, Leiter des Düsseldorfer Literaturbüros (Edition Virgines 2017).

## Einzel-Publikationen
- Symbol, Zeitschrift für Kunst und Literatur Hrsg. Wolfgang Wangler (limit. Einzelausgabe 1973 in Zusammenarbeit mit dem Kunstmuseum Bochum)
- Bergische Taschenliteratur Nr. 49 (Hrsg. Kulturamt Kreis Mettmann)
- Kaffeesätze – Gedichte (mit Zeichnungen aus vergossenem Kaffee der Ratinger Künstlerin Roswitha Riebe-Beicht und einem Vorwort von Eva Zeller), Arachne Verlag, Gelsenkirchen, 2006, ISBN 978-3-932005-33-6
- Bernsteinbeißer – Erzählminiaturen und Satiren, Arachne Verlag, Gelsenkirchen, 2008, ISBN 978-3-932005-37-4
- Zeit der Heuschrecken – Die Lebensgeschichte eines Boatpeople-Kindes (zusammen mit der Autorin Ly My Cuong), Heiner Labonde Verlag, Grevenbroich, 2010
- tollhauskirsch – Gedichte (mit Radierungen von Roswitha Riebe-Beicht und einem Vorwort von Nora-Eugenie Gomringer), Arachne Verlag, Gelsenkirchen, 2010, ISBN 978-3-932005-41-1
- fallambula – Erzählminiaturen und Satiren, Arachne Verlag, Gelsenkirchen (2012), ISBN 978-3-932005-49-7
- heißen Sie Humboldt? – Gedichte (mit einem Vorwort von Margot Schroeder), Arachne Verlag, Gelsenkirchen (2014), ISBN 978-3-932005-55-8
- verlängerte ROTzeit – Gedichte und Erzählminiaturen, Arachne Verlag, Gelsenkirchen (2018), ISBN 978-3-932005-37-4
- Anekdotentänze – Erzählminiaturen, Arachne Verlag, Gelsenkirchen (2020), ISBN 978-3-932005-37-4
- Rundflug über Abstrusien – Erzählminiaturen, Arachne Verlag, Gelsenkirchen (2022), ISBN 978-3-932005-49-7
- Kopfsprünge – Erzählminiaturen mit Cartoons von Utz Peter Greis, Arachne Verlag, Gelsenkirchen (2024), ISBN 978-3-9826283-0-1

| Personendaten    | Personendaten                      |
| ---------------- | ---------------------------------- |
| NAME             | Ming, Barbara                      |
| ALTERNATIVNAMEN  | Neuss, Barbara (Geburtsname)       |
| KURZBESCHREIBUNG | deutsche Schriftstellerin, Autorin |
| GEBURTSDATUM     | 18. Mai 1946                       |
| GEBURTSORT       | Düsseldorf                         |